# Fort Minor
Fort Minor is een hiphopensemble van Mike Shinoda, de MC van Linkin Park en opgericht in 2004. Het brak wereldwijd door met het in 2006 uitgebrachte Where'd You Go, dat in verschillende landen de top tien bereikte.

## Achtergrondinformatie
Hoofdlid Shinoda begon op zijn zesde klassieke pianolessen te nemen waarvoor zijn enthousiasme pas aan het begin van zijn tienertijd groter werd. Op zijn dertiende uitte hij zijn verlangen om ook jazz-, blues- en hiphopmuziek te spelen. Gedurende zijn middelbareschoolperiode leerde hij de gitaar te bespelen en begon hij te rappen op cassettes van hiphop-iconen uit die tijd. Na zijn tienerjaren begon Shinoda ook muziek te maken samen met Brad Delson, een schoolvriend en de huidige gitarist van Linkin Park die hij op de Agoura High School ontmoette. Delson moedigde Shinoda aan zijn interesse in rap te verdiepen en om beter muziek te kunnen spelen, zette hij een kleine studio op in zijn kamer waar hij met Delson nummers schreef en opnam. Tegen het einde van zijn schooltijd, raakte Bourdon ook geïnteresseerd in hun muzikale ondernemingen en dit leidde uiteindelijk tot de doorbraak van Linkin Park. Hiervoor rondde Shinoda de studie illustratie en grafisch ontwerp af, waar hij DJ Joseph Hahn ontmoette, die ook in Linkin Park zit. Met zijn achtergrond als grafisch ontwerper, ontwierp Shinoda samen met Hahn bijna al het artwork van Linkin Park. Ook heeft hij het debuutalbum van de Styles of Beyond, 2000 Fold ontworpen. Hij organiseerde in 2007 een tentoonstelling van zijn werken.
Eind 2004 begon Shinoda in het kader van MTV Ultimate Mash-Ups met het opnemen van de mashup-ep Collision Course van Linkin Park en Jay-Z. Hierna nam de band een pauze, waarin Shinoda de tijd had om te werken aan Fort Minor. Met het project kreeg Shinoda de kans om zijn ware hiphopkant te uiten, iets wat hij niet volledig bij Linkin Park kon doen. Doel was vooral plezier te hebben met zijn vrienden, reden waarom er geen grote artiesten op staan, terwijl deze mogelijkheid natuurlijk wel voor de hand lag. Shinoda werd gesteund door zijn bandleden van Linkin Park en Delson was zelfs de A&R van het project. Shinoda vroeg op het album de hulp van de leden van de Styles of Beyond, met wie hij bevriend was. Op 19 augustus 2005, enkele maanden voor de albumrelease, trad Shinoda samen met de leden van Styles of Beyond en drummer Beatdown voor het eerst op tijdens het Pukkelpopfestival in België, waar hij drie nummers van het album, twee covers van Linkin Park en een medley samen van Styles of Beyond-nummers ten gehore bracht. Een dag later lekte de studioversie van Remember the Name op het internet, waarvan enkele maanden kleine stukjes op de officiële website van de band waren te horen.
Het album The Rising Tied werd op 22 november 2005 uitgebracht. Alle instrumenten op de snaren, percussies en koorgedeeltes na, zijn door Shinoda zelf ingespeeld. Ook heeft hij al de songteksten geschreven en het artwork voor zijn rekening genomen. Op veel van de nummers van het album staan de gebeurtenissen uit de levens van de artiesten van Fort Minor centraal. Op Where'd You Go bijvoorbeeld, spreekt hij over een relatie waarbij de een heel weinig thuis is en de andere thuis wacht op diens geliefde. Kenji gaat over de ervaringen van Shinoda's grootvader en grootmoeder tijdens hun verblijf in de Verenigde Staten gedurende de Tweede Wereldoorlog. Oorspronkelijk zou Remember the Name als leadsingle uitgebracht worden, maar dit werd vervangen door Petrified. Voor Eurazië viel de keuze op Believe Me. Petrified faalde de hitlijsten te halen, maar de in 2006 uitgebrachte Where'd You Go met Holly Brook en Jonah Matranga zette het project definitief op de kaart. Deze piekte in de Amerikaanse Billboard Hot 100 op de vierde positie en in de Nederlandse Top 40 werd de tiende plaats behaald, nadat hetAlarmschijf was geweest. Dit zorgde in de Verenigde Staten voor een stimulans van het album, met een stijging in de verkoop van 45% en een klim van 89 plaatsen. Remember the Name werd in 2005 in de undergroundscene populair en in 2006 als derde single uitgebracht.
Het laatste optreden van Fort Minor was tijdens de Summer Sonic 2006. In een chat met Linkin Park Underground zei Shinoda dat hij op het moment geen verdere plannen heeft met Fort Minor. Wel heeft hij als gastartiest en producent meegewerkt aan Styles of Beyonds studioalbum Reseda Beach.

## Samenwerkingsprojecten

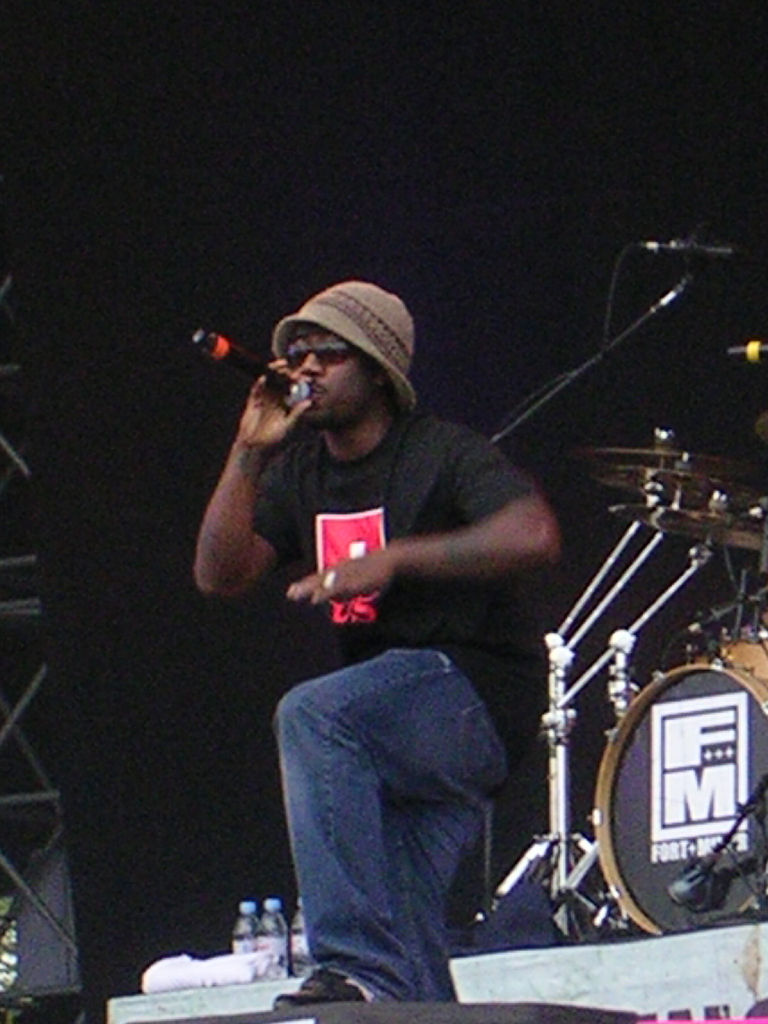
Tak van de Styles of Beyond tijdens een concert van Fort Minor in 2005

- Jay-Z: Hij is uitvoerend producent en spreekt enkele woorden op Introduction. Hij verschijnt op de remix van het Linkin Park nummer Nobody's Listening op de Green Lantern mixtape Fort Minor: We Major.
- Lupe Fiasco: Hij verschijnt op de nummer Be Somebody op de speciale editie van The Rising Tied en Spraypaint & Ink Pens van de DJ Green Lantern mixtape Fort Minor: We Major.
- John Legend: Hij verschijnt op High Road op The Rising Tied.
- Black Thought (The Roots): Hij verschijnt in het nummer Right Now van het album The Rising Tied.
- Common: Hij verschijnt op Back Home van The Rising Tied.
- Jonah Matranga: Hij verschijnt op The Rising Tied in de nummers Where'd You Go en Red to Black.
- Ghostface Killah: Hij verschijnt op Spraypaint & Ink Pens op de DJ Green Lantern mixtape Fort Minor: We Major
- Eric Bobo (Cypress Hill): Bobo speelt de timbales in de single Believe Me.
- Kenna: Hij verschijnt op The Rising Tied in de nummers Red to Black en The Hard Way.
- Styles of Beyond: Ze verschijnen op Remember the Name, Right Now, Feel Like Home, Back Home, Believe Me, Petrified, en Red To Black op The Rising Tied.
- Holly Brook: Zij is te horen bij Where'd You Go van The Rising Tied en op Be Somebody van The Rising Tied Special Edition.
- Celph Titled: Is te beluisteren op nummer 15, The Battle, S.C.O.M. en in verscheidene andere tracks van de DJ Green Lantern mixtape Fort Minor: We Major.
- Joseph Hahn: Is scratchend te horen op Slip Out The Back.

## Discografie

### Albums
| Album met eventuele hitnotering(en) in de Nederlandse Album Top 100 | Datum van verschijnen | Datum van binnenkomst | Hoogste positie | Aantal weken | Opmerkingen |
| ------------------------------------------------------------------- | --------------------- | --------------------- | --------------- | ------------ | ----------- |
| Fort Minor: Sampler Mixtape                                         | 2005                  | -                     | -               | -            |             |
| Fort Minor: We Major                                                | 18-07-2006            | -                     | -               | -            |             |
| The Rising Tied                                                     | 21-11-2005            | 26-11-2005            | 79              | 1            |             |
| Sessions@AOL                                                        | 18-07-2006            | -                     | -               | -            |             |

### Nederlandse singles
| Single met eventuele hitnotering(en) in de Nederlandse Top 40 | Datum van verschijnen | Datum van binnenkomst | Hoogste positie | Aantal weken | Opmerkingen                      |
| ------------------------------------------------------------- | --------------------- | --------------------- | --------------- | ------------ | -------------------------------- |
| Believe Me                                                    | 22-11-2005            | 22-10-2005            | tip2            | -            | met Styles of Beyond & Mr. Bobo  |
| Where'd You Go                                                | 15-04-2006            | 24-6-2006             | 10              | 12           | met Holly Brook & Jonah Matranga |

### Internationale singles
| Jaar | Titel                                               | Posities         | Posities           | Posities            | Posities            | Posities | Posities  | Album           |
| Jaar | Titel                                               | Verenigde Staten | Nederlandse Top 40 | Nederlandse Top 100 | Verenigd Koninkrijk | België   | Australië | Album           |
| ---- | --------------------------------------------------- | ---------------- | ------------------ | ------------------- | ------------------- | -------- | --------- | --------------- |
| 2005 | "Petrified"                                         | -                | GR                 | GR                  | GR                  | GR       | -         | The Rising Tied |
| 2005 | "Believe Me" (met Eric Bobo & Styles of Beyond)     | GR               | Tip2               | 58                  | 60                  | -        | 43        | The Rising Tied |
| 2006 | "Where'd You Go" (met Holly Brook & Jonah Matranga) | 4                | 10                 | 15                  | -                   | Tip6     | 41        | The Rising Tied |
| 2006 | "Remember the Name" (met Styles of Beyond)          | 66               | -                  | -                   | -                   | -        | -         | The Rising Tied |

- GR: Geen release

## Prijzen
| Winnaar    | Categorie                      | Award                  | Jaar |
| ---------- | ------------------------------ | ---------------------- | ---- |
| Fort Minor | Best Ringtone (Where'd You Go) | MTV Video Music Awards | 2006 |